# Oospila ruboris
Oospila ruboris là một loài bướm đêm trong họ Geometridae.